# ...Y pasa la comparsa
...Y pasa la comparsa es una película en blanco y negro de Argentina dirigida por Albert Arliss que se produjo en 1937 pero nunca fue estrenada comercialmente y que tuvo como protagonistas a Angelina Pagano, Tony D'Algy, Paquita Garzón y  Anita Lang.

## Reparto
- Angelina Pagano
- Tony D'Algy
- Paquita Garzón
- Anita Lang